# اندیئی-یون-بسینی
اندیئی-یون-بسینی (به فرانسوی: Andilly-en-Bassigny) یک کمون در فرانسه است که در canton of Neuilly-l'Évêque واقع شده‌است. اندیئی-یون-بسینی ۸٫۴۲ کیلومتر مربع مساحت دارد ۳۵۰ متر بالاتر از سطح دریا واقع شده‌است.